# Ammi trifoliatum
Ammi trifoliatum (H.C.Watson) Trel. é uma espécie botânica pertencente à família Apiaceae, endémica no arquipélago dos Açores, conhecida com outras espécies do género Ammi pelo nome comum de pé-de-pomba. A espécie faz parte de um complexo específico, ainda relativamente pouco conhecido, que inclui outros dois endemismos açorianos, o A. huntii H.C.Watson e o A. seubertianum (H.C.Watson) Trel..

## Descrição
Terófito anual ou bienal, podendo chegar a 2 (2,5) m de altura, com caules engrossados na base, erectos, rijos e quebradiços. Raízes ligeiramente tuberosas, com interior branco e fibroso.
Folhas 3-penatissectas, as superiores ternadas, com segmentos (lóbulos) oblongos, inciso-dentadas, com lobos agudos, estreitos e aristados. Os segmentos das folhas caulinares médias e superiores são oblanceolados.
Flores com sépalas ausentes ou vestigiais e 5 pétalas brancas, todas iguais, em umbelas terminais abertas. As umbelas têm 5-25 raios, os maiores até 7,5 cm de comprimento. As brácteas involucrais são penatissectas, por vezes apenas tripartidas, com segmentos lineares até 30 mm de comprimento. As brácteas umbelulares linear-lanceoladas. Pedicelos delgados até 15 mm de comprimento.
Cremocarpo oblongo-ovóide, com 1,50-1,75 mm, glabro.

## Ecologia e distribuição
A espécie apresenta uma distribuição muito irregular em locais ombrosos em altitudes acima dos 400 m, em geral encostas de grande inclinação, com predomínio para as zonas escarpadas ou ravinosas. Existem poucas populações e estas em geral constituídas por poucos indivíduos, o que coloca a espécie em situação vulnerável quanto ao risco extinção.
A dificuldade em distinguir A. trifoliatum das outras espécies açorianas do género Ammi torna incerta a distribuição. Apesar disso está assinalado para todas as ilhas com excepção de Santa Maria.

## O complexo específico

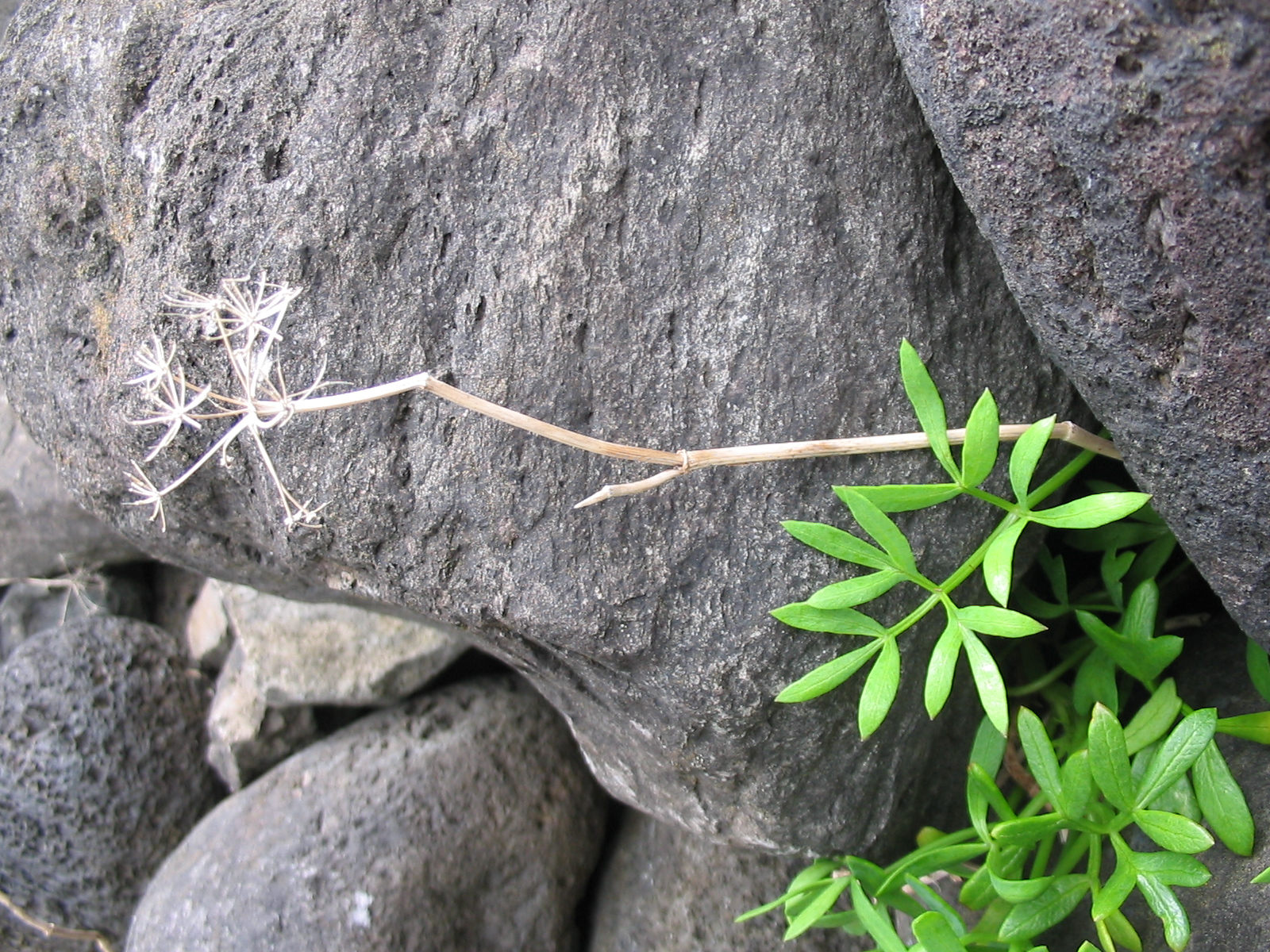
Folhas e umbela seca de A. trifoliatum.

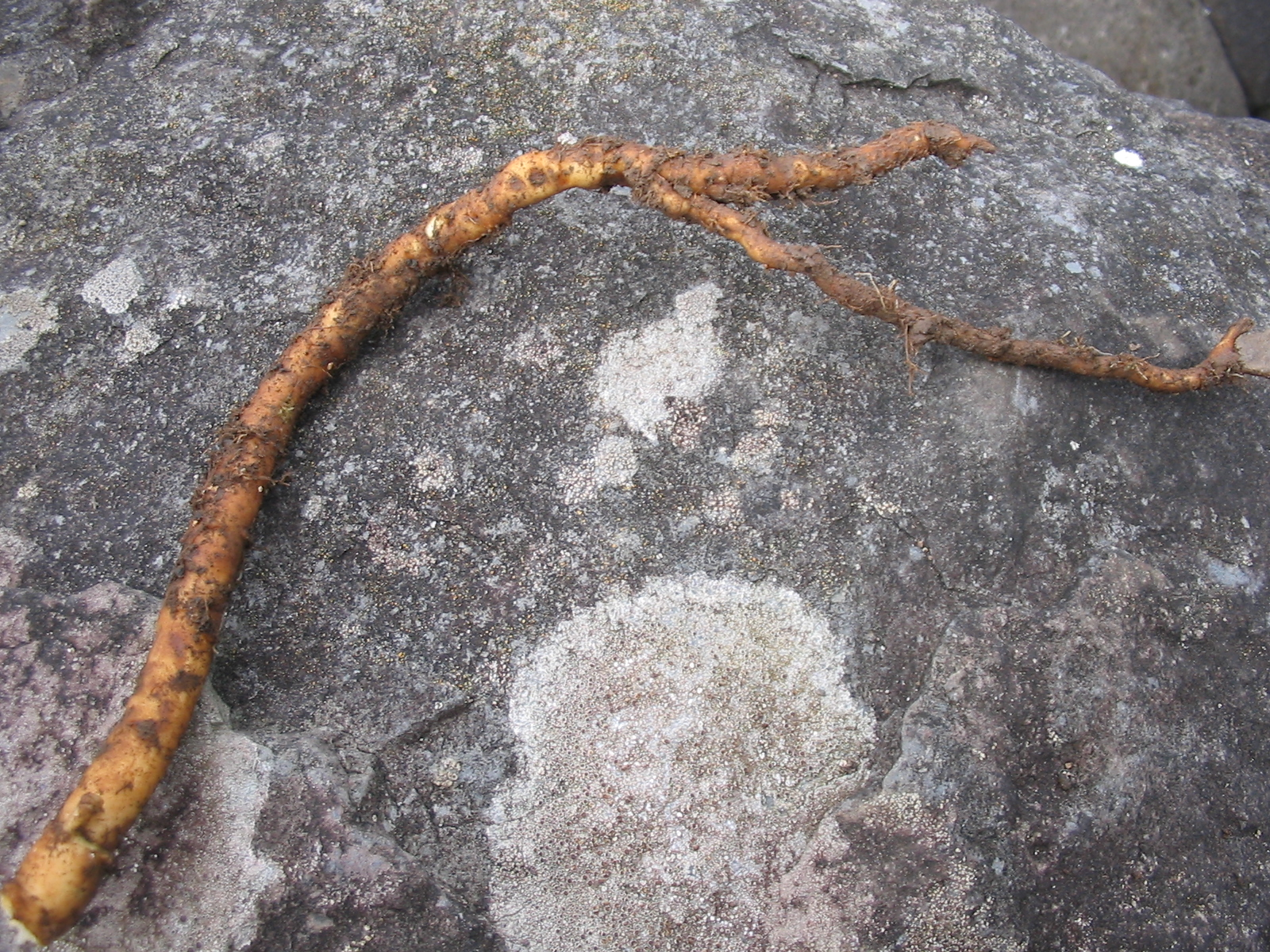
Raiz tuberosa de A. trifoliatum.

Entre 1842 e 1847 o botânico britânico Hewett Cottrell Watson descreveu três novas espécies do género Ammi, endémicas nos Açores. Essas três espécies, colectivamente conhecidas pelo nome comum de pé-de-pomba, partilham um conjunto alargado de traços morfológicos e aparecem distribuídas em habitats similares em todos os grupos de ilhas do arquipélago, não existindo uma clara segregação geográfica ou ecológica entre elas.
A situação atrás descrita é complicada pela fragmentação do habitat e o reduzido número de populações e indivíduos em cada ilha, distorcendo a variabilidade genética e dificultando sobremaneira a análise morfológica na qual está baseada a atribuição dos indivíduos a qualquer das espécies, pois não se conhecem estudos de genética ou biologia molecular realizados sobre estas populações que permitam esclarecer a sua posição taxonómica.
Em consequência, as três espécies endémicas, e as únicas nativas, do género Ammi nos Açores, formam um complexo específico que não se encontra esclarecido. Ao longo das últimas décadas, vários autores têm atribuído posições taxonómicas diferentes aos três taxa, variando entre considerar válida apenas uma espécie, que seguindo as regras da nomenclatura botânica seria precisamente a A. trifoliatum, a primeira espécie do complexo a ser validamente descrita em 1844, considerar duas espécies em agrupamento variável ou aceitar as três espécies descritas por Watson.
As posições taxonómicas propostas são as seguistes:
- Manter as três espécies originalmente descritas:[7]
  - Ammi trifoliatum (H.C.Watson) Benth. & Hook.f. ex Trel. (basinómio: Petroselinum trifoliatum[8]);
  - Ammi seubertianum (H.C.Watson) Benth. & Hook.f. ex Trel. (basinómio: Petroselinum seubertianum[9]);
  - Ammi huntii H.C.Watson.
- Considerar válidos apenas duas espécies:[10][11]
  - A. huntii (nela incluindo A. seubertianum) e A. trifoliatum;[10]
  - A. seubertianum e A. trifoliatum (nele incluindo A. huntii).[11]
- Considerar apenas uma espécie,[4][12] caso em que de acordo com a regra da prioridade deve ser A. trifoliatum. Esta foi a posição adoptada na Convenção de Berna e na Directiva Habitats.

Foram estabelecidos os lectótipos para as três descrições originais de Hewett Cottrell Watson, mas apenas um completo estudo usando as modernas técnicas da biologia molecular e da filogenética permitirá esclarecer inequivocamente a questão.